# Гунцелин III (Шверин)
Гунцелин III фон Шверин (Гюнцел III) (на немски: Gunzelin III von Schwerin, Günzel III von Schwerin; † след 23 октомври 1274) е граф на Шверин на Балтийско море.
Той е син на граф Хайнрих I фон Шверин († 17 февруари 1228) и съпругата му Аудация. След смъртта на баща му през 1228 г. още малолетният Гунцелин е под опекунството на майка му. На 30 октомври 1230 г. той е сгоден за Маргарета фон Мекленбург, определят му за опекун княз Йохан I фон Мекленбург.
На 21 ноември 1267 г. Гунцелин III, с помощта на архиепископ Алберт Зуербер от Рига, е избран за „ширмхер“ на архиепископство Рига, което води до тежък конфликт с Литовския орден (част от Тевтонския орден, който го затваря, докато той събира войска в Германия.
След смъртта му през 1274 г. синовете му Хелмолд и Николаус разделят наследството през 1282 г. Хелмолд III получава Бойценбург, Витенбург и Кривитц (линия Витенбург-Боиценбург). Николаус I получава Шверин, Нойщат и Марнитц (линия Шверин).

## Фамилия
Гунцелин III се жени през 1241 г. за Маргарета фон Мекленбург († сл. 18 август 1267), дъщеря на Хайнрих Борвин II († 5 декември 1226). Те имат децата: 
- Николаус I/Никлот I (1250 – 1323), граф на Шверин-Витенберг, женен I. за Елизабет фон Холщайн-Кил († ок. 1284), дъщеря на граф Йохан I фон Холщайн-Кил, II. между 1285 и 1290 г. за принцеса Мирослава от Померания († 1327/1328), дъщеря на херцог Барним I от Померания
- дъщеря, омъжена за граф Бернард II фон Даненберг († сл. 1265)
- Хелмолд III († сл. 1297), граф на Шверин-Нойщат-Марнитц, женен I. сгоден 1264, женен 1266/1274 г. за принцеса Мехтилд Саксонска († 1274/1287), II. пр. 1287 г. за принцеса Маргарета фон Шлезвиг († 1313)
- Мехтилд, омъжена I. пр. 1279 г. за датския принц Абел (1252 – 1279), син на крал Абел от Дания, II. сл. 2 април 1279 г. за Йохан VI Ганз фон Витенберг (+ сл. 1281)
- Хайнрих II († 1267), граф на Шверин (1246 – 1267), заедно с баща му Гюнцел III (1246 – 1267) и брат му Хелмолд II (1246 – 1267)
- Гунцел IV/Гунцелин († сл. 1283), домхер на катедралата в Шверин (1273 – 1279)
- Йохан фон Шверин († 1300), епископ на Рига (1294/95 – 1300)